# Tîșkivska Sloboda, Haisîn
Tîșkivska Sloboda (în ucraineană Тишківська Слобода) este un sat în comuna Mîtkiv din raionul Haisîn, regiunea Vinnița, Ucraina.

## Demografie
Componența lingvistică a localității Tîșkivska Sloboda
     Ucraineană (100%)
Conform recensământului din 2001, toată populația localității Tîșkivska Sloboda era vorbitoare de ucraineană (100%).